# 수리과학
수리과학(數理科學,Mathematical Sciences) 또는 수리학은 본연적으로는 수학이지만 일반적으로 수학의 하위 범주로 간주되지 않는 학문 분야를 두루 가리키는 말이다.
이를테면 통계학은 수학에 속해있지만 과학적 관측에서 비롯되었다. 컴퓨터 과학, 계산과학, 집단 유전학, 운용 과학, 암호학, 계량경제학, 이론물리학, 보험계리학 등의 분야도 수리과학의 일부로 간주할 수 있다.
일부 기관들은 수리과학 학위(예: 미국 육군사관학교, 하르툼 대학교)나 응용수리과학 학위(예: 로드아일랜드 대학교)를 수여한다.

## 같이 보기
- 수리물리학
- 응용수학